# Dorfkirche Weißbach

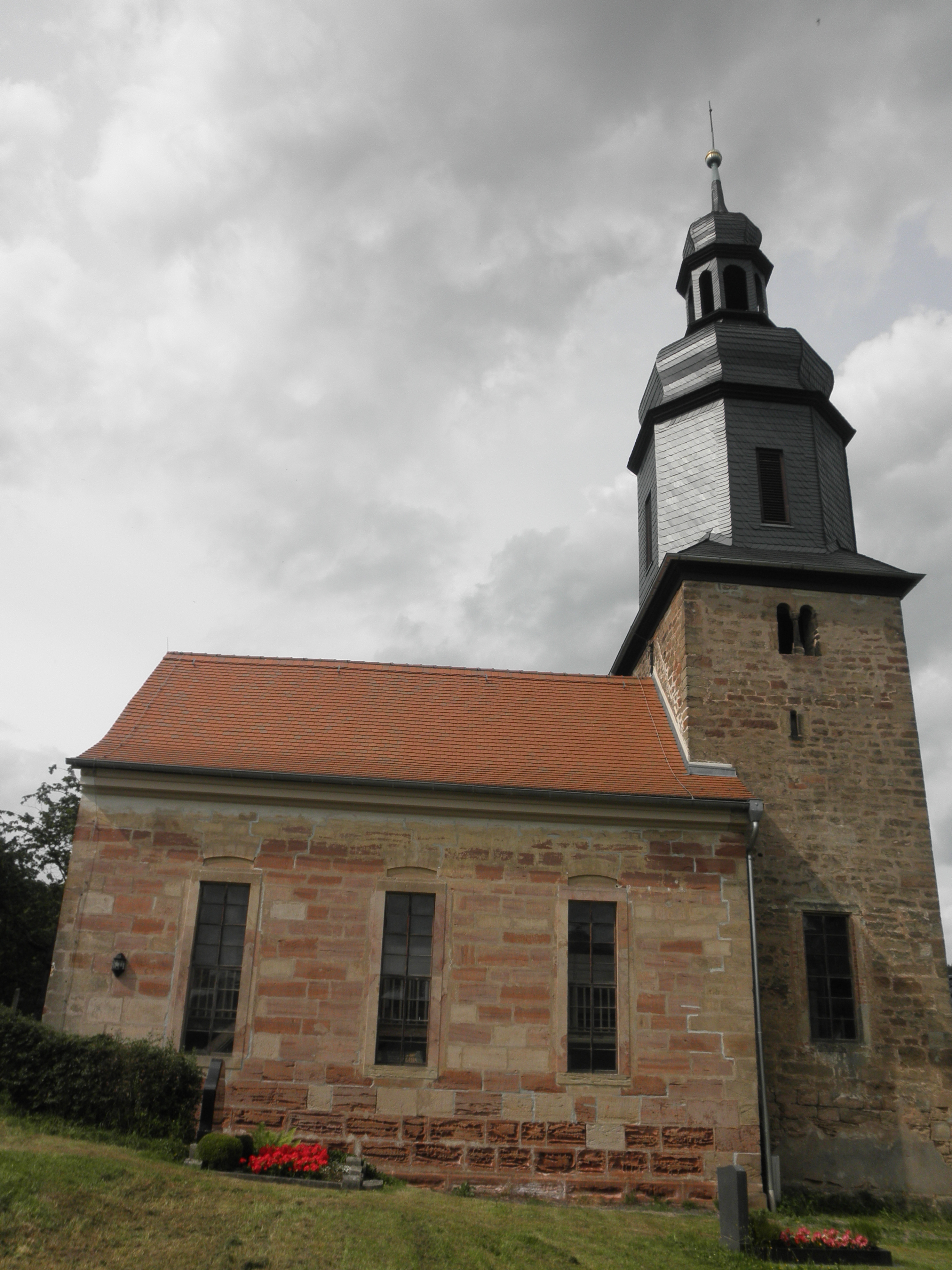
Kirche in Weißbach

Die Dorfkirche Weißbach steht in der Gemeinde Weißbach im Saale-Holzland-Kreis in Thüringen. Sie gehört zum Pfarrbereich Ottendorf im Kirchenkreis Eisenberg der Evangelischen Kirche in Mitteldeutschland.

## Lage
Die Dorfkirche steht zentral im Dorf.

## Geschichte
Ein genaues Datum zur Erbauung der Kirche ist nicht bekannt. Die Art der Fenster lässt auf eine Erbauungszeit um 1230 schließen. 1698 wurde das Langhaus aus- und umgebaut. Der Kirchturm erhielt Ende des 18. Jahrhunderts seinen repräsentativen Abschluss. Die heutige Gestalt geht auf den Umbau von 1878 zurück.

## Ausstattung
Der Kanzelaltar steht im Mittelpunkt. Ihn flankieren Kirchenstände aus dem frühen 19. Jahrhundert. Die barocke Malerei auf den Kirchenständen aus dem frühen 19. Jahrhundert schmückte einst einen lutherischen Beichtstuhl. Auf der Empore befindet sich die Orgel, die Karl-Heinrich Poppe 1824–1835 geschaffen hat.

## Aktivitäten zum Erhalt der Kirche
- 1981 uneffektive Kirchturmsanierung
- 2005 nochmals Kirchturm saniert
- 2006 Kirchendach gedeckt